# Quinto Emilio Barbula
Quinto Emilio Barbula (fl. IV secolo a.C.) è stato un politico e militare romano.

## Biografia
Fu eletto console nel 317 a.C., con il collega Gaio Giunio Bubulco Bruto. Durante il consolato Teano in Apulia ottenne un trattato di alleanza con Roma. Emilio poi conquistò la città di Nerulo in Lucania.
Fu eletto di nuovo console, per la seconda volta, nel 311 a.C., insieme al collega Gaio Giunio Bubulco Bruto. Roma si trovava attaccata su due fronti, così mentre a Giunio toccò in sorte la spedizione contro i Sanniti, ad Emilio toccava quella contro gli Etruschi.
Emilio si trovò a fronteggiare una rivolta di tutti i popoli Etruschi.
(Tito Livio, Ab Urbe condita, IX, 32.)
Lo scontro si svolse davanti alle mura di Sutri, e fu molto violento, ma secondo quanto riporta Livio, alla fine la vittoria toccò ai romani.